# Królewski Salut (Jemen)
Królewski Salut (arab. تحية ملكية, trb. Tahiat malkia) – hymn państwowy Jemenu autorstwa Muhammada Ahmeda Hajdary, używany w latach 1927–1962. 
Zbliżony do innych hymnów używanych w arabskich monarchiach. Posiadał słowa (wychwalające imama), lecz te były rzadko używane.